# Спишка Бела
Спишка Бела (слч. Spišská Belá, мађ. Szepesbéla) град је у Словачкој, у оквиру Прешовског краја, где су значајно насеље у саставу округа Кежмарок.

## Географија
Спишка Бела је смештена у северном делу државе. Главни град државе, Братислава, налази се 360 km југозападно од града.
Рељеф: Спишка Бела се развила у области Татри, у долини реке Попрад. Надморска висина граде је око 630 m.
Клима: Клима у Спишкој Бели је оштрији облик умерено континенталне климе због знатне надморске висине.
Воде: Источно од Спишке Беле протиче река Попрад.

## Историја
Људска насеља на простору Спишке Беле везују се још за праисторију. Насеље под данашњим именом први пут се спомиње у 1263. године. Насеље је добило градска права већ 1271. године.
Крајем 1918. године. Спишка Бела је постала део новоосноване Чехословачке. У време комунизма град је индустријализован, па је дошло до повећања становништва. После осамостаљења Словачке град је постао општинско средиште, али је дошло и до проблема везаних за преструктурирање привреде. Данас је град највише препознатљив по старом градском језгру из 15. века.

## Становништво
| Година:    | 1994. | 2004.   | 2014.   | 2024.   |
| ---------- | ----- | ------- | ------- | ------- |
| Број људи: | 5798  | 6175    | 6568    | 6660    |
| Разлика:   |       | +6,50 % | +6,36 % | +1,40 % |

| Година:    | 2023. | 2024.   |
| ---------- | ----- | ------- |
| Број људи: | 6659  | 6660    |
| Разлика:   |       | +0,01 % |

Данас Спишка Бела имајуž близу 6.500 становника и последњих година број становника расте.
Етнички састав: По попису из 2001. године састав је следећи:
- Словаци - 94,8%,
- Роми - 3,2%,
- Чеси - 0,3%,
- остали.

Верски састав: По попису из 2001. године састав је следећи:
- римокатолици - 85,5%,
- атеисти - 4,6%,
- лутерани - 3,5%,
- гркокатолици - 1,2%,
- остали.

## Галерија
- Старо језгро Спишке Беле
- Градска римокатоличка црква
- Градски тржни центар
- Петзвалов музеј